# Klienten (film fra 2022)
|  | Denne artikel er oprettet af botten Steenthbot ud fra en ekstern database. Den kan derfor have sproglige fejl eller mangler. Denne skabelon kan fjernes efter kontrol af indholdet. |

 For alternative betydninger, se Klienten. (Se også artikler, som begynder med Klienten)
Klienten er en dansk spillefilm fra 2022 instrueret af Anders Rønnow Klarlund.

## Handling
En række makabre mord, hvor gravide kvinder får fostret skåret ud af livmoderen, vækker stor uro hos psykologen Susanne, da en sætning skrevet med blod på det seneste gerningssted er taget direkte ud af hendes dagbog.
Dagen efter tager hun imod en ny klient, den unge Mark, der opfører sig faretruende. Da han ytrer samme sætning, som stod skrevet i blod, står det klart, at Susanne sidder overfor en seriemorder. Hun forsøger at råbe om hjælp, men Mark har myrdet hendes assistent, og giver hende én time til at kurere ham, ellers vil han også slå hende ihjel.

## Medvirkende
- Signe Egholm Olsen
- Anton Hjejle